# Искусство (издательство)
«Искусство» — одно из крупнейших советских издательств, выпускавшее книги по искусствоведению и эстетике, истории и теории изобразительного искусства и архитектуры, театру и драматургии, кино и фотографии, телевидению и радиовещанию, сборники для художественной самодеятельности, пьесы, киносценарии, альбомы.
В отличие от других издательств, специализировавшихся по видам искусства, выпускало литературу самого широкого и разнообразного типа — от сборников статей и высказываний об искусстве классиков марксизма-ленинизма до эпистолярного наследия мастеров искусств, от «Памятников мирового искусства» до «Шедевров советского кино», от «Истории эстетики» до «Библиотеки киномеханика». Ведущее место занимали фундаментальные труды по истории и актуальным проблемам искусства. В среднем ежегодно выходило около 300 книг научно-исследовательского, популярного и учебного характера. В 1971 году, например, издательством было выпущено 282 книги и брошюры (более 113 млн печатных листов-оттисков) общим тиражом 9 млн 160 тыс. экземпляров.

## История
Основано в 1936 году на базе издательств «Изогиз» (действовавшего с 1930 года) и «Искусство» (с 1935 года) в Москве и Ленинграде. Одной из первых книг стал сборник «О Рембрандте», вышедший в 1936 году со статьями Гёте, Ипполита Тэна, Фромантена, Эмиля Верхарна, А. В. Луначарского. В первые годы вышел ряд книг в сериях «Портрет в мировом искусстве» и «Библиотека мировой драматургии», статьи А. В. Луначарского, работы М. В. Алпатова, Карела ван Мандера, А. Рыбникова.
Во время войны издательство выпускало в основном антифашистские плакаты работы советских художников, началось издание обширной массовой библиотеки о русских и советских художниках. После окончания начали широко публиковаться материалы по истории русского искусства. Вышли капитальные труды В. Н. Лазарева «История византийской живописи» и «Искусство Новгорода», трёхтомная «Всеобщая история искусств».
Особенно развернулась деятельность «Искусства» с середины 1950-х годов, когда оно было реорганизовано (влился Госкиноиздат, отдельно выделились издательство «Изобразительное искусство», позднее — издательство «Книга»). В 1950—1980-е годы «Искусство» подготовило и выпустило литературно-художественное наследие крупнейших мастеров: К. С. Станиславского, В. Э. Мейерхольда, С. М. Эйзенштейна, М. И. Ромма, Г. М. Козинцева, В. И. Мухиной, П. П. Кончаловского, Н. Н. Купреянова. Были изданы многотомные антологии «Мастера искусства об искусстве», «Мастера архитектуры об архитектуре», «Памятники мировой эстетической мысли», «Всеобщая история искусств», знаменитый труд Джорджо Вазари, собрания сочинений Ж.-Б. Мольера, Ю. О’Нила, А. Грамши, Г. Ибсена и других.
Издавались труды научных учреждений, театров, музеев — «Театральное наследство», «Художественное наследство», «Вопросы киноискусства», ежегодники и труды Государственного Эрмитажа, Русского музея, Третьяковской галереи, Московского Художественного театра, Мосфильма, Ленфильма и других.
Издательство входило в систему ОГИЗа, Главполиграфиздата (с 1949 года), Госкомиздата (с 1963 года). В системе Госкомиздата издательство «Искусство» в 1980-х гг. входило в главную редакцию художественной литературы. Адрес издательства на 1987 год: 103009, Москва, Собиновский переулок, 3. В 1979—1990 гг. показатели издательской деятельности издательства были следующие:
|                                       | 1979    | 1980    | 1981    | 1985     | 1987    | 1988   | 1989    | 1990    |
| ------------------------------------- | ------- | ------- | ------- | -------- | ------- | ------ | ------- | ------- |
| Кол-во книг и брошюр, печатных единиц | 203     | 203     | 200     | 179      | 155     | 155    | 136     | 117     |
| Тираж, млн экз.                       | 6,012   | 5,8773  | 5,4635  | 6,3824   | 5,2445  | 5,4747 | 5,4166  | 5,2779  |
| Печатных листов-оттисков, млн         | 91,0118 | 94,4443 | 77,4948 | 104,1346 | 84,8877 | 92,777 | 98,1092 | 88,0922 |

В 1990-е годы издательство «Искусство» реорганизовано в государственное унитарное предприятие Министерства Российской Федерации по делам печати, телерадиовещания и средств массовых коммуникаций. Действует в настоящее время, располагается в Москве.

## Руководство
Директора
- Осип Бескин — 1936—1938
- Пётр Сысоев — 1942—1944
- Николай Кухарков — 1945—1953
- М. Анисимов — директор ленинградского отделения (1940-е)
- Константин Кузаков — 1955—1959
- Александр Караганов — 1960—1964
- Евгений Савостьянов — 1964—1973
- Борис Вишняков – 1973—?

Главные редакторы
- Осип Бескин — главный редактор (1936—1938)
- Пётр Щипунов — главный редактор (1938—1941)
- Пётр Сысоев — главный редактор (1942—1944)
- Пётр Щипунов — главный редактор (1946—1951)
- Сергей Дробашенко — заведующий редакцией теории и истории кино и главный редактор (1953—1958)
- Пётр Щипунов — главный редактор (1954—1957)
- Владимир Ступин — главный редактор (1964–1976)
- Юрий Бычков — главный редактор (1983–1984)
- Эдуард Ефимов — главный редактор (1984–1988)
- Олег Финько – главный редактор (1988—1991)

Редакторы
- Пётр Корнилов — старший редактор ленинградского отделения (1942—1948)
- Кира Куликова — редактор ленинградского отделения (1947—1964)[17]
- Нина Войцеховская — редактор ленинградского отделения
- Илья Цырлин – заведующий редакцией литературы по изобразительному искусству (?–1959)
- Аркадий Мильчин — редактор (1949—1964)
- Григорий Стернин — редактор (1953—1959)
- Надежда Финогенова — редактор (1957—1992)
- Юрий Овсянников — редактор (1965—?)
- Александр Морозов — редактор (1965—1968)
- Дмитрий Муравьёв — редактор (до 1968)
- Ростислав Климов — редактор, затем старший редактор
- Юрий Молок — редактор
- Владимир Забродин — старший редактор (1970-е)
- Юлий Шуб— заместитель главного редактора (1964—1973)

- Татьяна Запасник – заведующая редакцией теории и истории кино
- Сергей Асенин — заведующий редакцией теории и истории кино (1976—1986)

## Мастера книги
Над оформлением книг издательства «Искусство» работали известные мастера книжного искусства В. А. Фаворский, И. Ф. Рерберг, Д. И. Митрохин, А. Д. Гончаров, М. В. Маторин, И. И. Фомина, С. Б. Телингатер, С. М. Пожарский, Д. С. Бисти и другие. Логотип издательства (буква «И» над силуэтом лежащей книги в овале) выполнен Г. В. Дмитриевым.

## Серии книг
Много внимания издательство уделяло выпуску серийных изданий:
- «История эстетики в памятниках и документах»;
- «Из истории мирового искусства»;
- «Памятники древнего искусства»;
- «Очерки истории и теории изобразительного искусства»;
- «Малая история искусств» (совместно с издательством ГДР «Ферлаг дер Кунст»);
- «Мир художника»;
- «Памятники искусства Советского Союза» (совместно с издательством ГДР «Ферлаг дер Кунст»);
- «Архитектурно-художественные памятники городов СССР»;
- «Города и музеи мира»;
- «Дороги к прекрасному»;
- «Античная драматургия»;
- «Мастера киноискусства»;
- «Мастера советского театра и кино»;
- «Мастера советского цирка»;
- «Мастера советской эстрады»;
- «Фильмы-сказки. Сценарии рисованных фильмов»
- «Шедевры советского кино»;
- «Библиотека кинодраматургии»;
- «Жизнь в искусстве»;
- «Живопись. Скульптура. Графика. Монографии»;
- «Русские художники. Монографии»;
- «Театральные мемуары»;
- «Мастера сцены — самодеятельности»;
- «Репертуар художественной самодеятельности» (24 выпуска в год) и др.
- «Библиотека киномеханика»
- «Массовая библиотека»
- «Человек. События. Время»